# 巴雷蒂峰

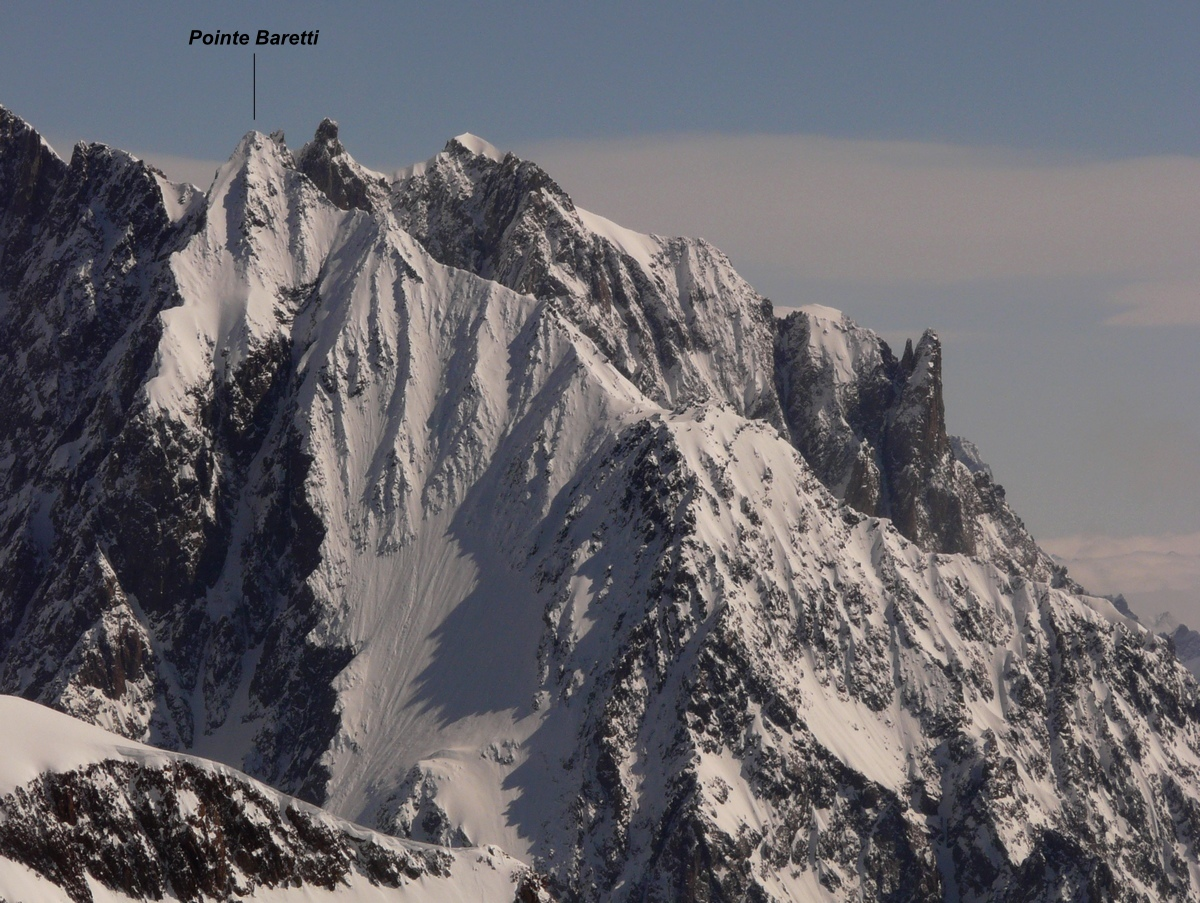

45°48′52″N 06°51′48″E / 45.81444°N 6.86333°E
巴雷蒂峰（義大利語：Punta Baretti），是意大利的山峰，位於該國西北部，由瓦萊達奧斯塔大區負責管轄，處於布魯亞爾峰附近，海拔高度4,006米，人類在1880年7月20日首次登上該山峰。